# 京都府庁舎
京都府庁舎（きょうとふちょうしゃ）は、京都府京都市上京区にある京都府庁などが入る庁舎。

## 沿革
- 1868年6月19日（慶応4年閏4月29日）、京都東町奉行所跡にあった京都裁判所を京都府と定めて開庁した[2]。
- 1869年（明治2年） - 現在地である軍務官役所跡（京都守護職屋敷跡）に県庁舎を移転。
- 1871年（明治4年） - 二条城に移転し、二の丸御殿を県庁舎とする。跡地は京都府中学校の敷地となる。
- 1876年（明治9年） - 現在の京都府域がほぼ確定。
- 1885年（明治18年） - 二条城が皇室の二条離宮になったため、現在地に再移転。中学校は寺町に移転。中学校の校舎を県庁舎とする。
- 1904年（明治37年） - 本庁舎（現在の旧本館）が竣工。

京都府章

- 1990年（平成2年） - 6階建の新庁舎（1号館）が竣工。
- 2004年（平成16年） - 旧本館が国の重要文化財に指定される。

京都府庁は1869年に東町奉行所跡から現在地に移転した。1871年から1885年まで、京都府庁は二条城にあり、1885年からは現在地に再移転し、20世紀に入って現在の旧本館など新たな庁舎が完成した。

## 施設

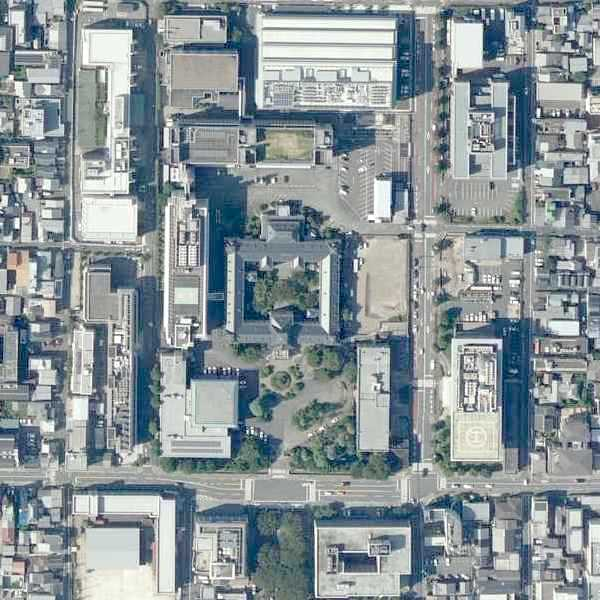
付近の航空写真（2020年）。東北に京都地方検察庁、西北に近畿農政局の入る建物が隣接する。

1号館、2号館、3号館、別館、西別館、議会棟などからなる。重要文化財に指定されている旧本館、京都府警察本部も同じ敷地内にある。3号館と4号館を合わせて文化庁京都庁舎と呼ぶ。
敷地は、京都守護職屋敷跡の一部で、北側を下長者町通、南側を下立売通、東側を新町通、西側を西洞院通が囲む。東西方向は平坦で、南北方向は北側に向けて2m高くなる緩い勾配がある。
1号館
設計岡田新一/岡田新一設計事務所、竣工1990年、6階建、建築面積2,154㎡、延床面積15,200㎡。1階に府民総合案内・相談センター、3階に知事室。
2号館
竣工1971年、6階建、建築面積2,225㎡、延床面積16,800㎡。屋上に屋上緑化施設「京てらす」。
議会棟
竣工1969年、建築面積2,113㎡、延床面積7,669㎡。
旧本館

竣工1904年。1階に健康福祉部、2階に文化生活部の一部の部署が入る。
別館
西別館
立地は、1号館などのある敷地と西洞院通を間に挟み西側に位置する。

## 3号館
新行政棟とも呼び、地上6階・地下1階の地上鉄骨造・地下鉄筋コンクリート造の建物である。延床面積は9,280.62m2。日本設計関西支社の設計により2022年末に竣工した。2023年から文化庁が1 - 3階、京都府が地下1階と4 - 6階をそれぞれ利用する。南側は3階構造のガラス張りの渡り廊下、ガレリアで4号館と連結している。
かつての3号館は、竣工1959年、4階建、建築面積931㎡、延床面積3,800㎡で、府教育委員会が入居していた。耐震性に問題があり、現在の4号館である旧警察本部本館の改修と一体的な建て替えが2019年度から行われた。

## 4号館
十河安雄ら京都府営繕課の設計により1928年に建設された地上3階、地下1階の鉄筋コンクリート造の建物で、文化庁本館とも呼ばれる。外観意匠は昭和初期に登場したモダニズムの幾何学形態にロマネスク様式の装飾をちりばめた手法がとられている。外壁はレンガ張り、内装はモルタル塗りで大理石・オーク材を使用し、窓の一部にステンドグラスを用いる。建築面積と延床面積はそれぞれ1,060m2と4,391.61m2。
京都で行った昭和天皇の即位の礼に合わせて建設された近代化遺産であり、下立売通を挟んだ内閣府所管の旧府警本部別館の敷地とかつては地下通路でつながっていた。2020年まで京都府警察本部本館として使用され、改修後の2023年から文化庁が本庁を置いている。2階に文化庁長官室がある。2024年3月6日に登録有形文化財に登録された。